# Sascha Kotysch
Sascha Kotysch, né le 2 octobre 1988 à Kirchheimbolanden en Allemagne, est un ancien footballeur allemand qui évoluait comme défenseur.

## Biographie
Sascha Kotysch commence sa carrière professionnelle au FC Kaiserslautern. Avec ce club, il dispute 43 matchs en deuxième division allemande.
En 2010, il signe gratuitement en faveur du club belge du Saint-Trond VV.